# Kitsana Kasemkulwirai
Kitsana Kasemkulwirai (thailändisch กฤษณ เกษมกุลวิไล, * 15. September 1990 in Kanchanaburi) ist ein thailändischer Fußballspieler.

## Karriere
Kitsana Kasemkulwirai erlernte das Fußballspielen in der Schulmannschaft der Nakhon Pathom Sport School in Nakhon Pathom. Seinen ersten Vertrag unterschrieb er 2009 bei Muangkan United FC, einem Verein, der in der damaligen Dritten Liga, der Regional League Division 2, spielte und in Kanchanaburi beheimatet ist. 2013 wechselte er nach Hua Hin zum Ligakonkurrenten Hua Hin City FC, wo er einen Zweijahresvertrag unterschrieb. 2014 wurde er an den ebenfalls in der Dritten Liga spielenden Customs United nach Bangkok ausgeliehen. Zum Zweitligisten Sukhothai FC nach Sukhothai wechselte er 2015. Nachdem der Verein Tabellendritter der Thai Premier League Division 1 wurde, stieg man in die Thai Premier League auf. Bis 2017 spielte er 34 Mal für den Club. Samut Sakhon FC, ein Zweitligist aus Samut Sakhon, nahm ihn für die Saison 2018 unter Vertrag. Nach 19 Spielen wechselte er Anfang 2019 nach Chaingrai zum Erstligisten Chiangrai United. Mit dem Club stand er 2019 im Finale des Thailand Champions Cup. Das Spiel endete am 2. Februar 2019 3:1 für Buriram United. Zum Ende der Saison 2019 wurde er mit Chiangrai thailändischer Fußballmeister. 2020 unterschrieb er einen Vertrag beim in der Thai League 2 spielenden Nongbua Pitchaya FC aus Nong Bua Lamphu. Im März 2021 feierte er mit Nongbua die Zweitligameisterschaft und den Aufstieg in die erste Liga. Für den Verein aus Nong Bua Lamphu spielte er fünfmal in der ersten Liga. Zur Rückrunde 2021/22 wechselte er im Januar 2022 zum Zweitligisten Lampang FC. Am Ende der Saison 2021/22 wurde er mit Lampang Tabellenvierter und qualifizierte sich für die Aufstiegsspiele zur ersten Liga. Hier konnte man sich gegen den Trat FC durchsetzen und stieg in die erste Liga auf. Nach einer Saison Erstklassigkeit musste er mit Lampang am Ende der Saison als Tabellenletzter wieder den Weg in die zweite Liga antreten. Nach dem Abstieg verließ er Lampang und schloss sich im Juni 2023 dem Erstligisten Sukhothai FC an. Nach einer Spielzeit, in der er 29 Ligaspiele bestritt, wechselte er im Juli 2024 zum Zweitligisten Kanchanaburi Power FC. Am Ende der Saison 2024/25 belegte er mit dem Verein den vierten Tabellenplatz und qualifizierte sich somit für die Play-off-Spiele zur ersten Liga. Im Halbfinale konnte man sich gegen den fünftplatzierten Mahasarakham SBT FC durchsetzen. Im Finale traf man auf den Phrae United FC. Das Hinspiel im eigenen Stadion gewann man mit 3:2. Das Rückspiel endete 2:2. Kanchanaburi gewann mit insgesamt 5:4 und stieg somit in die erste Liga auf.

## Erfolge
Chiangrai United
- Thailändischer Meister: 2019

Nongbua Pitchaya FC
- Thailändischer Zweitligameister: 2020/21  ▲